# Parabunodactis imperfecta
Parabunodactis imperfecta är en havsanemonart som beskrevs av Zamponi och Acuña 1992. Parabunodactis imperfecta ingår i släktet Parabunodactis och familjen Actiniidae. Inga underarter finns listade i Catalogue of Life.